# Flêtre
Flêtre é uma comuna francesa na região administrativa de Altos da França, no departamento do Norte. Estende-se por uma área de 8.98 km². Em 2010 a comuna tinha 1 006 habitantes (densidade: 112 hab./km²).